# Чеджуйці
Чеджуйці (кор. 제주인, 濟州人, чедж. 제주사름) — корінне населення острова Чеджу у Східнокитайському морі, яке відрізняється від етнічних корейців корейського півострова. Здебільшого проживають у провінції Чеджу та островів Чхуджа.
Чеджуйці розмовляють мовою Чеджу, яка вважається однією з двох гілок корейської мовної сім'ї, оскільки вона не є взаємнозрозумілою із жодними іншими корейськими діалектами. Чеджуйці також мають унікальну власну культуру та традиції, які відрізняються від корейських.

## Історія

### Тхамна
Після заснування королівства Тхамна, у першому столітті нашої ери чеджуйці почали активну торгівлю з Пекче і Сілла на материковій Кореї, Ханьським Китаєм, Японії періоду Яйой, Південно-Східною Азією та династією Чола в Південній Індії. Пізніше Тхамна стало васалом Пекче та Сілла, а згодом були анексовані Кореєю династії Чосон.

### Японська окупація
У 1910 році Японія анексувала Корею включно з Чеджу, розпочавши період труднощів для чеджуйців, багато з яких були змушені переїхати на материк або в Японію для роботи. Жителі Чеджу брали активну участь у боротьбі за незалежність Кореї під час японської окупації.

### Різанина в Чеджу 1948 року
3 квітня 1948 року, на тлі ідеологічної боротьби за контроль над Кореєю та різноманітних скарг острів'ян на місцеву владу, багато прихильників комунізму на острові нападали на поліцейські дільниці та урядові установи. Жорстоке й часто невибіркове придушення лівого повстання призвело до масових убивств десятків тисяч як чеджудійців, як селян, так і комуністів. Також тисячі було ув'язнено у таборах для інтернованих.
У 2006 році, майже через 60 років після повстання в Чеджу, уряд Південної Кореї вибачився за свою роль у вбивствах і пообіцяв відшкодування. У 2019 році південнокорейська поліція та міністерство оборони вперше висловили вибачення та шкодування про події 1948-го.

## Культура
Чеджуйці мають культуру, яка відрізняється від культури Корейського півострова.

### Мова
Чеджуйська мова є рідною мовою чеджуйців. ЮНЕСКО вносить її до списку «під загрозою зникнення», причому більшість активних носіїв цієї мови є людьми похилого віку. Молоде покоління, як правило, розмовляє стандартною корейською через освітню систему Південної Кореї, яка не дозволяла навчатися в школах чеджуською мовою і пригнічувала її використання, особливо в авторитарну епоху країни до 1990-х років.
Починаючи з 2000-х років більшість південнокорейських наукових видань стали розглядати чеджуйську як мову, а не як діалект. У єдиній англомовній монографії про Чеджу опублікованій у 2019 році чеджуйська згадується як мова. Серед носіїв найбільш поширеним є термін Jeju-mal «мова Чеджу».

### Релігія
Шаманізм є рідною релігією чеджуйців, і його вчення змішані з конфуціанством і буддизмом. Острів Чеджу є одним із регіонів, де шаманізм є найбільш недоторканим.

## Відомі люди-чеджуйці
- Бу Синґван (부승관, 夫勝寬) — співак та K-pop айдол, член музичного гурту Seventeen.
- Кім Чжінхван (김진환, 金振煥) — співак, танцівник, K-pop айдол та член музичного гурту IKON.